# Боков, Валерий Дмитриевич
Бо́ков Вале́рий Дми́триевич (род. 20 апреля 1947, Феодосия, Крымская область) — советский и российский автор-исполнитель.

## Биография
Родился в Феодосии. Отец — офицер-танкист, участник Великой Отечественной войны. Отца переводили по службе, семья переезжала с ним сначала в ГДР, потом в Казань.
В 1965 году В. Боков окончил школу в Казани и поступил в Казанский авиационный институт им. А. Н. Туполева на 1-й факультет (летательных аппаратов), который окончил в 1972 году, став инженером-механиком.
По распределению работал в аэропорту города Сочи.
Участник и руководитель многих пеших, горных и водных походов по Алтаю, Кавказу, Южному Уралу, Фанским горам. Среди увлечений Валерия Бокова горный и водный туризм, горные лыжи.
Играет на 7-струнной гитаре. Песни пишет с 1964 года, в основном на свои стихи, а также на стихи советских поэтов.
Лауреат фестивалей авторской песни в Смоленске (1967, 1969), Рязани (1968), Минске (1969, 1972), Грушинского (1976). Член жюри фестивалей.
Песни Валерия Бокова включены в ряд антологий авторской песни.

## Личная жизнь
Живёт в Казани. Дочь.

## Дискография
- 1997 — «Жизнь — вращенье зим и вёсен» (серия «Казанское притяжение»)
- 2001 — «Дорожная песенка»
- 2004 — «Любовь, Главпочтамт, до востребования»
- 2011 — «Паруса России»
- 2011 — «Живём в одной галактике»
- 2012 — «Хочу летать, или КАИ — пуп Земли!»
- 2018 — «Джаз по Бокову» (коллаборация с анс. «Dr. Vaks band»)
- 2019 — «Одно и то же снится мне…»
- 2022 — «Про горы, про любовь и про войну…»

## Книги
- Ностальгия по… — Магнитогорск: Амрита-Урал, 1995. — 388 с. — ISBN 5-8667-021-6[2]